# The J. Geils Band (album)
| Recensione                        | Giudizio    |
| --------------------------------- | ----------- |
| AllMusic                          | [ 2 ]       |
| Robert Christgau                  | B+          |
| The New Rolling Stone Album Guide | [ 4 ]       |
| Sputnikmusic                      | 3.7 (Great) |

The J. Geils Band è l'album discografico di debutto del gruppo musicale rock statunitense The J. Geils Band, pubblicato dalla casa discografica Atlantic Records nel novembre del 1970.

## Tracce

### LP
Lato A
1. Wait – 3:25 (Seth Justman, Peter Wolf)
2. Ice Breaker (For the Big "M") – 2:15 (J. Geils)
3. Cruisin' for a Love – 2:32 (Juke Joint Jimmy)
4. Hard Drivin' Man – 2:18 (J. Geils, Peter Wolf)
5. Serves You Right to Suffer – 5:01 (John Lee Hooker)

Lato B
1. Homework – 2:45 (Dave Clark, Al Perkins, Otis Rush)
2. First I Look at the Purse – 3:54 (Smokey Robinson, Robert Rodgers)
3. What's Your Hurry? – 2:44 (Seth Justman, Peter Wolf)
4. On Borrowed Time – 3:03 (Seth Justman, Peter Wolf)
5. Pack Fair and Square – 2:01 (Walter Travis Price)
6. Sno-Cone – 3:24 (Albert Collins)

## Formazione
- J. Geils - chitarra
- Peter Wolf - voce
- Seth Justman - piano, organo
- Magic Dick (Richard Salwitz) - armonica
- Danny Klein - basso
- Stephen Bladd - batteria, voce

Note aggiuntive
- Dave Crawford e Brad Shapiro - produttori
- Registrazioni effettuate al A&R Studios di New York City, New York (Stati Uniti)
- Jay Messina - ingegnere delle registrazioni
- Geoffrey Haslam - ingegnere del remixaggio
- Stephen Paley - fotografie
- Lloyd Ziff - design album
- Fred Lewis - assistenza speciale[8]

## Classifica
| Anno | Classifica    | Posizione raggiunta |
| ---- | ------------- | ------------------- |
| 1971 | Billboard 200 | 195                 |